# Iwaniwka (rejon korzecki)
Iwaniwka (ukr. Іванівка) – wieś na Ukrainie, w obwodzie rówieńskim, w rejonie korzeckim. W 2001 roku liczyła 480 mieszkańców.
Do 1946 roku miejscowość nosiła nazwę Janówka (ukr. Янівка, Janiwka).